# Президентские выборы в Сальвадоре (2009)
Президентские выборы в Сальвадоре состоялись 15 марта 2009 года. В предвыборной кампании участвовало четыре кандидата, однако за месяц до выборов осталось только два, представлявших самые крупные партии страны — ФНОФМ и АРЕНА.
Кандидат от ФНОФМ был определен ещё в октябре 2007 года, им стал известный тележурналист Маурисио Фунес. АРЕНА для определения своего кандидата впервые в истории прибегла к системе праймериз, победителем каковых, прошедших в марте 2008 года, стал крупный полицейский чин Родриго Авила.
В течение кампании Фунес постоянно лидировал, и закономерно одержал победу, получив 51 процент голосов. Его соперник Родриго Авила получил 48 %. Согласно данным избиркома, кандидат от ФНОФМ выиграл выборы только в 6 из 14 избирательных округов страны, но зато одержал решительную победу в столице, собрав там 54 % голосов, что и решило исход голосования

| Место  | Кандидат       | Число голосов (абсолютное) | Число голосов (в процентах от числа избирателей, принявших участие в голосовании) |
| ------ | -------------- | -------------------------- | --------------------------------------------------------------------------------- |
| 1      | Маурисио Фунес | 1 354 000                  | 51%                                                                               |
| 2      | Родриго Авила  | 1 284 588                  | 48%                                                                               |
| Итого: |                | 2 659 138                  | явка 61,9%                                                                        |

Официальная передача власти избранному президенту состоялась в июне 2009 года.